# Stazione di Val D'Ala
La stazione di Val D'Ala è una fermata ferroviaria di Roma, a servizio del quartiere Monte Sacro e delle zone limitrofe.

## Storia
La fermata di Val D'Ala venne attivata formalmente il 14 giugno 2009, non venendo però servita da alcun treno.
Iniziò a essere utilizzata in esercizio regolare a partire dal successivo 14 dicembre, con otto coppie di treni fra Val D'Ala e Roma Tiburtina.
Dopo la deviazione del traffico della linea FL1 sulla linea merci, in seguito all'incendio alla stazione di Roma Tiburtina del 24 luglio 2011, la stazione è tornata a essere servita da sedici treni al giorno, con destinazione aeroporto di Fiumicino, Orte e Fara Sabina.
Fu chiusa al traffico viaggiatori nel gennaio 2014, a causa dell'uso insufficiente a giustificarne il mantenimento in funzione. Il relativo tratto di linea rimase utilizzato per il transito dei convogli vuoti da e per Roma Smistamento.
È rientrata in servizio lunedì 12 giugno 2023, in occasione del cambio di orario estivo.

## Strutture e impianti
La stazione è dotata di due banchine a servizio dei due binari passanti utilizzati per il servizio viaggiatori.

## Movimento
La stazione è servita da corse prolungate della linea FL2 che la collegano a Roma Tiburtina.

## Interscambi
- ATAC